# Андрелла, Михаил

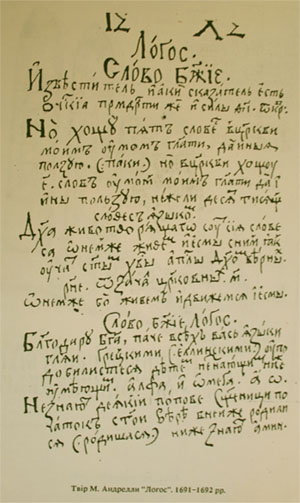
Рукописная страница произведения Михаила Андреллы (Оросвиговского) «Логос»

Михаи́л Андре́лла (Оросвиговский) (род. около 1638, село Росвигово, ныне предместье Мукачево, Закарпатской области Украины — ум. 1710, с. Иза, ныне Хустский район Закарпатской области) — карпаторусинский православный писатель-полемист, священник (иерей), активный борец против унии и Ватикана.

## Биография
Михаил Андрелла получил отличное образование в Вене, Братиславе, Трнаве. Стал униатским священником. Знал греческий, латинский, венгерский, чешский, польский и другие языки.
В 50—60-х годах XVII века М. Андрелла проживал в селе Великие Лучки на Закарпатье. Своей деятельностью снискал себе любовь и уважение простого народа. Подвергался преследованиям. Когда в 1669 году иезуиты бросили его в подземелье Мукачевского замка, жители села пришли туда с требованием освободить «их учителя» и добились этого. Однако Андрелла был выслан из родных мест.
В 1669 году он порывает с унией и становится православным священником. Спасаясь от преследования со стороны униатского епископата он переехал на жительство в с. Иза возле Хуста, где продолжил свою проповедническую деятельность и провел последние годы своей жизни.
Здесь в 1710 он умер и был похоронен.

## Творчество
М. Андрелла — автор рукописных произведений, самые известные из которых «Логос» (1691—1692), «Оборона верному каждому человеку» (1697—1701) и «Молитвенник» (1668—1670).
Кроме того, как сообщил исследователь творчества полемиста Андреллы В. Л. Микитась, священником Михаилом Андреллой был написан ещё один трехтомный труд под названием «Трактат против латинов», однако, по словам исследователя, «по-видимому, он был уничтожен униатами, и о нем теперь ничего не известно». Другой исследователь — отец Василий (Пронин) — приводит ещё две рукописи Андреллы, находящихся в библиотеке НТШ во Львове. Первая рукопись — это Литургия св. Иоанна Златоуста и св. Василия Великого и разные молитвы. Переписана рукопись была в 1670 году. Вторая рукопись — это так называемые «Пять словес».
Главная идея его творчества — пропаганда принадлежности закарпатцев к православной вере, к которой принадлежат братья на Востоке, то есть единства закарпатских русинов с русским и украинским народом. Заслуга М.Андреллы в том, что он сумел осознать важные вопросы того времени — изъяны общественно-политического строя, окатоличивание со стороны Ватикана, насильственное распространение унии.
Литературное наследие — духовно-полемические сочинения Михаила Андреллы были изданы в Праге в 1932 году.